# Zirknitz (Möll)
Die Zirknitz oder der Zirknitzbach ist ein linker Seitenfluss der Möll. 
Die Zirknitz und das Zirknitztal liegen in der Goldberggruppe südlich des Alpenhauptkammes auf dem Gebiet der Gemeinde Großkirchheim. Ihre Quellflüsse sind die Große Zirknitz und die Kleine Zirknitz.

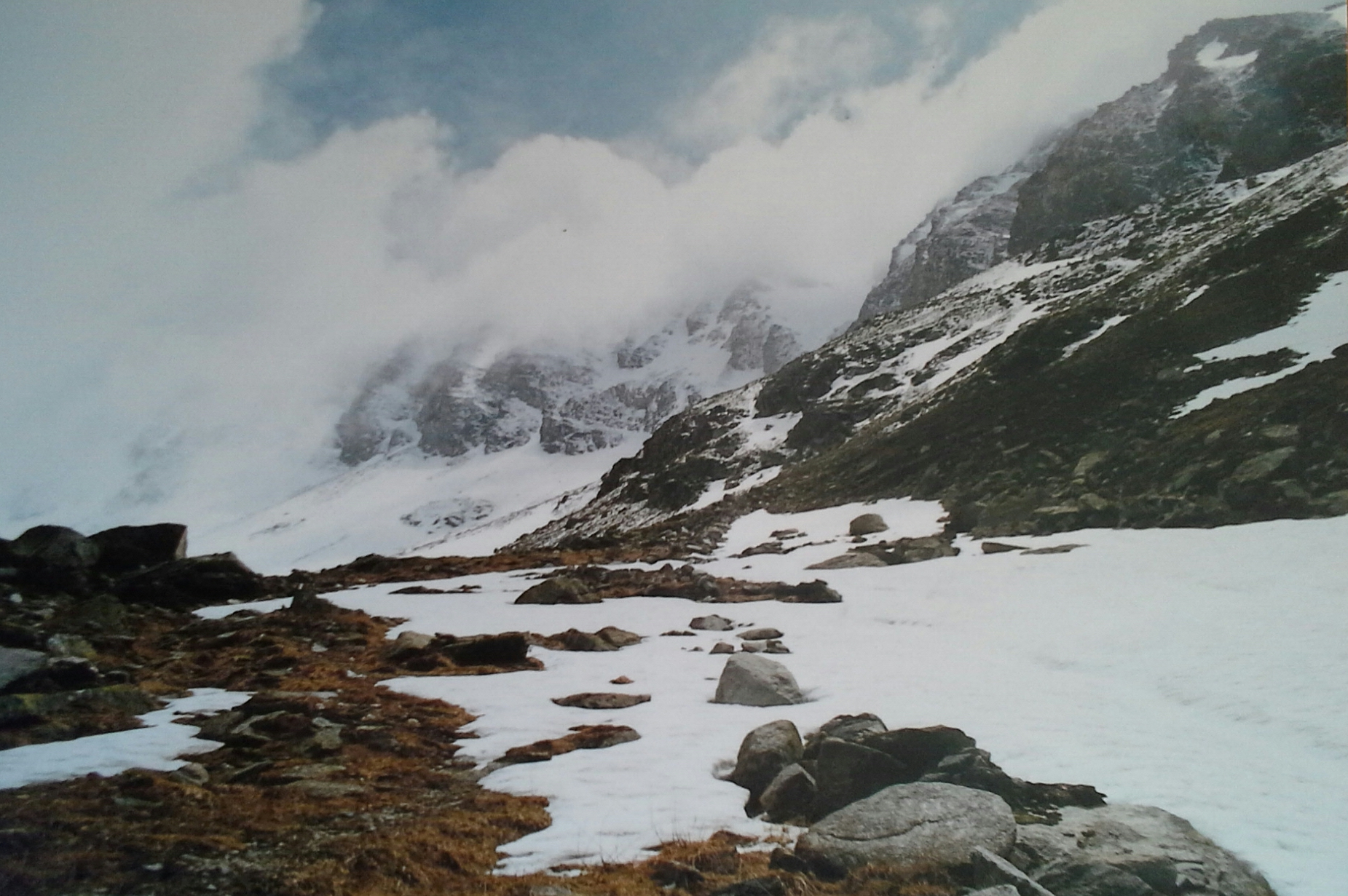
Großes Zirknitztal bei etwa 2000 m.

Die Große Zirknitz entspringt westlich des Altecks im Großen Zirknitztal. Die Kleine Zirknitz entspringt südlich des Altecks im Kleinen Zirknitztal.

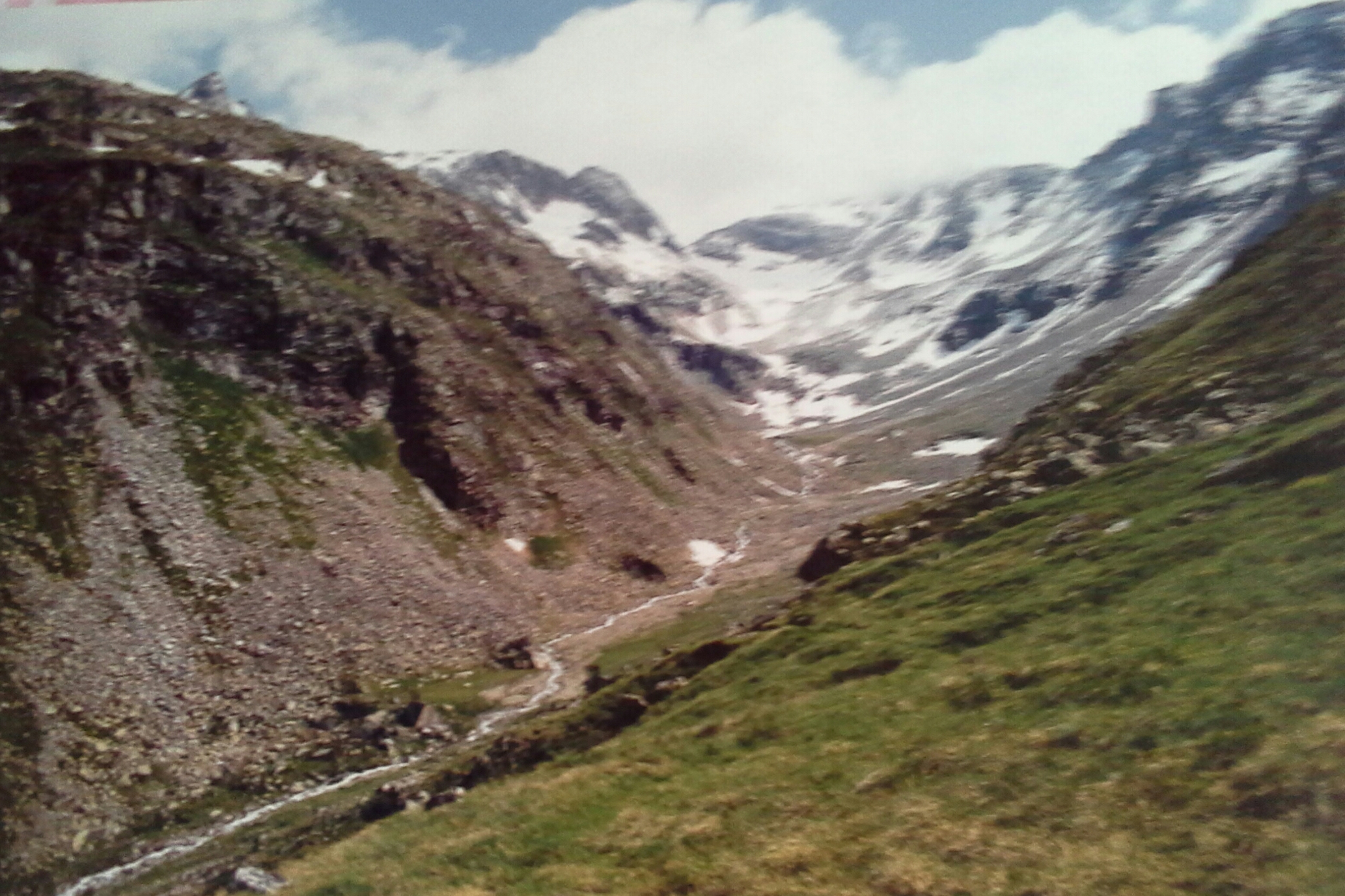
Blick vom Panoramaweg unter dem Eckkopf ins Große Zirknitztal

Das Einzugsgebiet beträgt 40,2 km², woran die Große Zirknitz einen Anteil von 16,2 km² und die Kleine Zirknitz einen Anteil von 13,4 km² haben.
Die höchsten Gipfel im Zirknitztal sind Roter Mann (3095 m ü. A.), Sandkopf (3090 m ü. A.) und Goldbergspitze (3073 m ü. A.).

## Wirtschaft

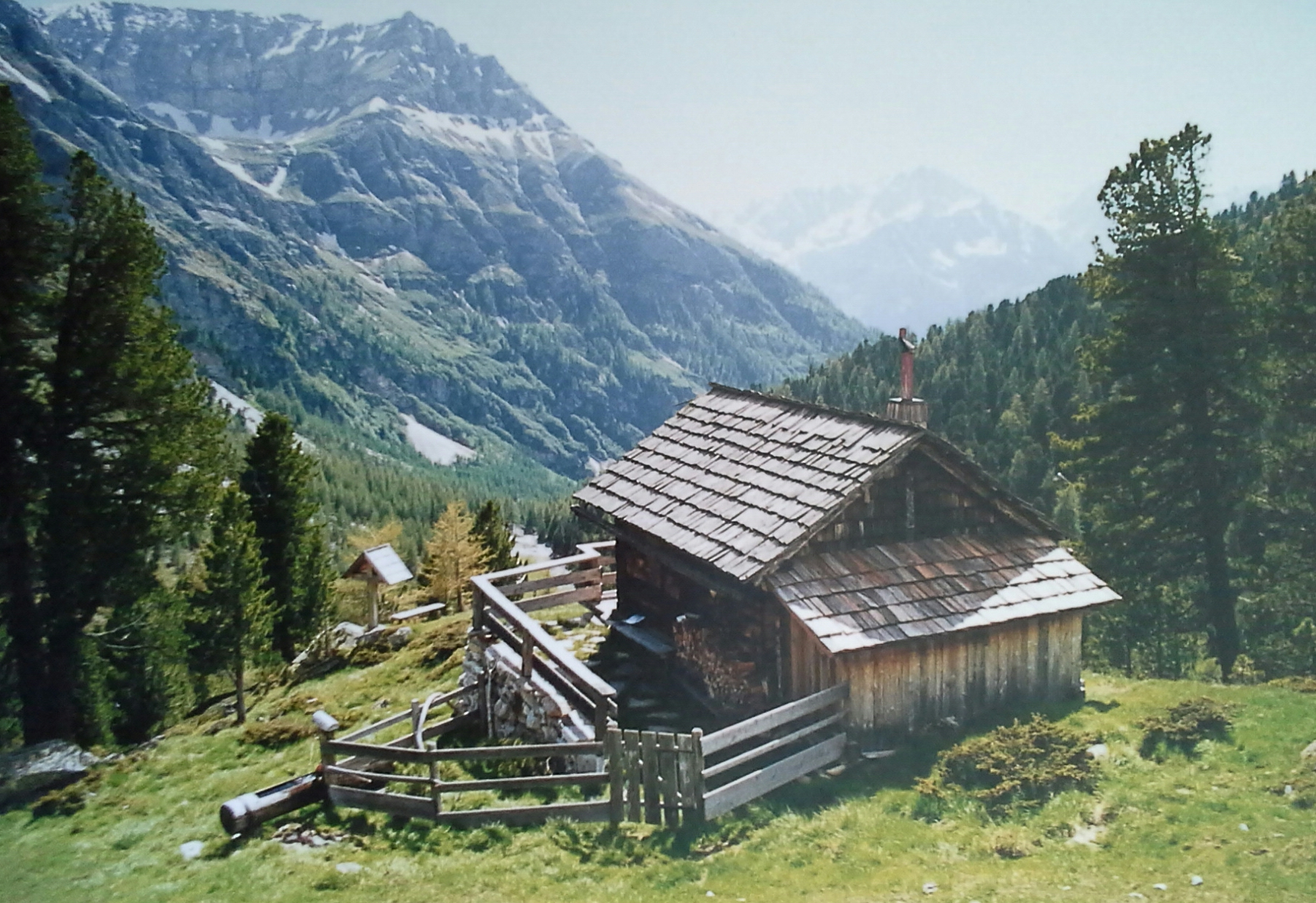
Ochsnerhütte im Kleinen Zirknitztal

Im Tal leben nur wenige Leute (der Großkirchheimer Ortsteil Zirknitz zählte 2024 35 Einwohner) und es wird landwirtschaftlich und touristisch nicht sehr intensiv genutzt. Die Gewässer sind jedoch in die Kraftwerksgruppe Fragant eingebunden. Insbesondere der Großsee wurde hierfür künstlich vergrößert. Bis ins 19. Jahrhundert wurde Gold abgebaut, wovon heute der Zahltisch⊙ auf 2114 m ü. A. zeugt, an dem die Knappen entlohnt wurden.

## Nachbartäler
| Fleißtal | Kolm-Saigurn                                | Wurten       |
|          | Kompassrose, die auf Nachbargemeinden zeigt | Kleinfragant |
| Mölltal  |                                             | Asten        |

## Belege
1. 1 2  Flächenverzeichnis der österreichischen Flussgebiete – Draugebiet. Bundesministerium für Land- und Forstwirtschaft, Umwelt und Wasserwirtschaft, S. 46, archiviert vom Original (nicht mehr online verfügbar) am 21. Februar 2019; abgerufen am 16. Mai 2019.  Info: Der Archivlink wurde automatisch eingesetzt und noch nicht geprüft. Bitte prüfe Original- und Archivlink gemäß Anleitung und entferne dann diesen Hinweis.
2. ↑  Witterungsbedingte Ereignisse – Gemeinde Grosskirchheim. In: grosskirchheim.gv.at. Abgerufen am 4. Juni 2020.
3. ↑  Statistik Austria: Bevölkerung am 1.1.2024 nach Ortschaften (Gebietsstand 1.1.2024), (ODS, 500 KB)
4. ↑  Das Bergbau-Terrain in den Hohen Tauern. In: Jahrbuch des Naturhistorischen Landesmuseums von Kärnten. 1895 (zobodat.at [PDF]).
5. ↑  Nationalfeiertag wandern Nationalparks Austria - GASTRO Portal. In: gastroportal.at. Abgerufen am 4. Juni 2020.